# Nico Schipper
Nicolaas Antonius Maria (Nico) Schipper (Bergen, 6 januari 1944 – Den Haag, 26 januari 2014) was een Nederlands jurist en raadsheer in de Hoge Raad der Nederlanden.
Schipper, zoon van een veehouder, studeerde rechtsgeleerdheid aan de Universiteit van Amsterdam van 1965 tot 1968, waarna hij advocaat werd bij Kortman, Barendrecht, Duijnstee & Schipper te Den Haag. Naast zijn werk als advocaat was hij daar ook lid van de Rotary en vicevoorzitter van De Jonge Balie. In 1978 werd hij benoemd tot rechter bij de Rechtbank Den Haag, waar hij zes jaar later vicepresident werd. In 1988 werd hij substituut-Nationale ombudsman, een functie die hij vijf jaar zou uitoefenen. Op 26 april 1993 werd hij aanbevolen als raadsheer in de Hoge Raad, ter vervanging van Cornelis Govaerts; de benoeming volgde op 25 augustus van dat jaar. Op 12 mei 1999 nam Schipper ontslag om president van het Gerechtshof Amsterdam te worden. Van 2001 tot 2012 was Schipper lid van de Raad van Toezicht van het HagaZiekenhuis; bovendien was hij tussen 2008 en 2012 lid van de raad van commissarissen van voetbalclub ADO Den Haag. In 2007 keerde Schipper terug naar de Hoge Raad, waar hij twee jaar lang advocaat-generaal was.
- Nederlandse Thesaurus van Auteursnamen: 371685761
- Virtual International Authority File: 309891215
- WorldCat: E39PBJhhrDJRbTrYdxFhqc9qwC